# Kiara Tomaselli
Kiara Tomaselli (Napoli, 12 agosto 1980) è un'attrice italiana.

## Biografia
Attrice, scenografa e pittrice italiana, Kiara Tomaselli è laureata col massimo dei voti in Scenografia presso l'Accademia di belle arti di Napoli.
Studia recitazione presso l'Accademia di teatro di Napoli, diretta da Marzio Honorato, diplomandosi nel 2001. Muove i primi passi in teatro nel musical Le più spericolate avventure di Don Quijote, diretto da Lina Wertmüller e in Sinceramente tuo, Vincent di Antonio Capuano. Per entrambi figura anche tra gli scenografi realizzatori.
Parallelamente esordisce in televisione nella serie TV La squadra 4, alla quale segue la soap opera di Un posto al sole.
Nel 2004 si trasferisce a Roma, dove prosegue gli studi e contemporaneamente intraprende la carriera di scenografa.
È protagonista di puntata nelle serie TV Gente di mare (Rai 1), R.I.S. - Delitti imperfetti (Canale 5) e Don Matteo 5 (Rai 1).
Nel 2005 debutta nel cinema nel film di Ugo Fabrizio Giordani, Troppo belli, nel ruolo di Isabella. Segue la partecipazione al film, diretto da Vincenzo Marra, L'ora di punta.
Interpreta il ruolo di Claudia, sorella di Raoul Bova, nel film di Federico Moccia, Scusa ma ti chiamo amore (2008), ed è anche nel sequel, Scusa ma ti voglio sposare, del 2010.
Nel 2009 è anche tra i protagonisti della quarta stagione di Un posto al sole d'estate, nel ruolo di Claudia Moreno. Nel 2011 è la protagonista femminile della sitcom Vita da vigile, diretta da David Emmer e più volte protagonista degli sketch della trasmissione televisiva Stracult.
Dal 2011 al 2014 riveste il ruolo di Assunta, segretaria di Paolo Bonolis, in Avanti un altro!, preserale programma televisivo di Canale 5.
Nel 2013 torna in teatro, accanto a Max Tortora, nella commedia Doppia coppia, in scena al Teatro Sala Umberto di Roma.

## Filmografia

### Cinema
- Troppo belli, regia di Ugo Fabrizio Giordani (2005)
- L'ora di punta, regia di Vincenzo Marra (2007)
- Scusa ma ti chiamo amore, regia di Federico Moccia (2008)
- Scusa ma ti voglio sposare, regia di Federico Moccia (2010)
- L'esodo, regia di Ciro Formisano (2016)

### Televisione
- La squadra 4 – serie TV (2003)
- Un posto al sole, regia di Bruno De Paola – soap opera (2004)
- Gente di mare – serie TV (2005)
- Don Matteo 5 – serie TV (2006)
- R.I.S. - Delitti imperfetti – serie TV, episodio 2x08 (2006)
- Un posto al sole d'estate, regia di Bruno De Paola – soap opera (2009)
- R.I.S. - Delitti imperfetti – serie TV, episodio 5x11 (2009)
- Vita da vigile, regia di David Emmer – sitcom (2011)
- Stracult, regia di David Emmer e Luca Rea – programma TV (Rai 2, 2011)
- Avanti un altro!, regia di Stefano Vicario – programma TV (Canale 5, 2011-2012)
- Mi convinca, regia di Ugo Fabrizio Giordani – programma TV (Canale 5, 2014-2015)
- Zio Gianni, regia di Daniele Grassetti e Sydney Sibilia – sitcom, episodio 1x07 (2014)
- Boris Giuliano - Un poliziotto a Palermo, regia di Ricky Tognazzi – miniserie TV (2016)
- Mina Settembre – serie TV (2021)

### Cortometraggi
- La leggenda del piccolo monaco, regia di Davide Armogida (2008)
- The Last Smoke, regia di Davide Armogida (2009)
- Remember who we were, regia di Davide Armogida (2009)
- Parcheggio selvaggio, regia di David Emmer (2011)

## Teatro
- Le più spericolate avventure di Don Quijote, regia di Lina Wertmüller (2004)
- Sinceramente tuo, Vincent, regia di Antonio Capuano (2004)
- Doppia Coppia di Max Tortora e Paola Tiziana Cruciani, regia di Paola Tiziana Cruciani (2013-2014)
- Tante facce nella memoria, regia di Francesca Comencini (2015)
- Figli, mariti, amanti (il maschio superfluo) di Simona Izzo, regia di Ricky Tognazzi (2016)